# Ivar Virgin
Ivar Virgin (ur. 29 lutego 1936 w Ova, zm. 3 sierpnia 2019) – szwedzki polityk i ekonomista, deputowany do Riksdagu, poseł do Parlamentu Europejskiego IV kadencji.

## Życiorys
Przez kilka lat służył w szwedzkiej marynarce wojennej Svenska marinen, odchodząc do rezerwy w stopniu oficera. W 1966 uzyskał dyplom z ekonomii. Prowadził własne gospodarstwo rolne. W 1990 został członkiem królewskiego towarzystwa nauk morskich (Kungliga Örlogsmannasällskapet), a w 1993 uzyskał członkostwo w Królewskiej Szwedzkiej Akademii Rolnictwa i Leśnictwa. Dołączył do Umiarkowanej Partii Koalicyjnej. Był radnym w Götene i radnym regionu Skaraborg. W latach 1982–1995 sprawował mandat poselski. W 1995 został członkiem Europarlamentu w ramach delegacji krajowej. W wyborach w tym samym roku uzyskał mandat eurodeputowanego, który wykonywał do końca kadencji w 1999.